# エゴン・マドセン
エゴン・マドセン（Egon Madsen、1942年8月24日 - ）は、デンマークのバレエダンサー、バレエマスターである。シュトゥットガルト・バレエ団ではリチャード・クラガン、マルシア・ハイデ、ビルギット・カイルとともにソリストを務め、1960年代末にジョン・クランコがシュトゥットガルト・バレエ団を率いて成し遂げた「シュトゥットガルトの奇跡」に大きく貢献した。
2007年から、テアターハウス・シュトゥットガルトを拠点として設立されたダンス・アンサンブルに関与している。現在は妻で元ダンサーのルシア・アイゼンリングとともにイタリアに在住している。

## 経歴
マドセンは、デンマーク国内のさまざまなバレエ団からトレーニングを提供されていたが、デンマーク王立バレエ学校からは入学を断られている。
1961年、マドセンを指導していたエリック・ブルーンがジョン・クランコからシュトゥットガルト・バレエ団に招かれたのを機に入団し、1962年にソリストとなった。
ジョン・クランコは、マドセンを初演者として数々の作品を振り付けている。
- 『ロメオとジュリエット』（1962年）：パリス役
- 『カルタ遊び』（1965年）：ジョーカー役
- 『オネーギン』（1965年）：レンスキー役
- 『くるみ割り人形』（1966年）
- 『じゃじゃ馬ならし』（1969年）：グレミオ役
- 『カルメン』（1971）：ドン・ホセ役
- 『イニシャルR.B.M.E.』（1972年）： Eはエゴン・マドセンを指す。

ケネス・マクミランやピーター・ライトなどもマドセンに振り付けている。
1981年にシュトゥットガルト・バレエ団を離れてフランクフルト・バレエ団の芸術監督となり、続いてスウェーデン王立バレエ団とフィレンツェ市立劇場の芸術監督となった。1990年にバレエマスター兼芸術副監督としてシュトゥットガルト・バレエ団に復帰、1996年にはライプツィヒ・バレエのバレエマスターになった。
1999年には振付家イジー・キリアーンからの招待に応じてネザーランド・ダンス・シアターIIIのダンサーとなり、2000年から2007年まで同団の芸術監督を務めた。
2007年9月にはエリック・ゴーティエとともにクリスティアン・スプークの『ドン・Q.』に出演。翌年にはテアターハウス・シュトゥットガルトを拠点としてゴーティエが率いるダンス・アンサンブル、ゴーティエ・ダンスのコーチとなり、旗揚げの宣伝にも一役買っている。ダンス夜会エゴン・マドセン・グレイハウンドでは、2015年に元ダンサーをテアターハウス・シュトゥットガルトの舞台に集めている。2020年にはシェイクスピアの「リア王」を基にしたダンス作品をマウロ・ビゴンゼッティとともに制作し、テアターハウス・シュトゥットガルトで上演している。